# Camuñas
Camuñas – gmina w Hiszpanii, w prowincji Toledo, w Kastylii-La Mancha, o powierzchni 102,03 km². W 2011 roku gmina liczyła 1886 mieszkańców.